# Aljoscha Sieg
Aljoscha Sieg (* 1984) ist ein deutscher Musikproduzent und  Songwriter.

## Werdegang
Neben seinem  Studium der Tontechnik an der SAE Köln wurde er von Dan Stone (Bap, Jupiter Jones), Ryan Williams (Deftones, Rage Against The Machine) und Jason Livermore (Rise Against, Hot Water Music) ausgebildet.
Seit 2012 betreibt er die Pitchback Studios in Köln und Leverkusen und ist für zahlreiche Chart-Produktionen für verschiedene Labels verantwortlich. So arbeitete er u. a. mit Electric Callboy, Nasty, Vitja und Gestört aber geil zusammen.
2016 erhielt er für seine Kompositionsarbeit für die Künstler Gestört aber geil die Goldene Schallplatte für über 100.000 verkaufte Exemplare und wurde für die Produktion für den Echo nominiert.

## Diskografie
| Jahr | Künstler                        | Titel                               | Art    | Label                                     | Credits              |
| ---- | ------------------------------- | ----------------------------------- | ------ | ----------------------------------------- | -------------------- |
| 2011 | Eskimo Callboy                  | Bury Me in Vegas                    | Album  | Redfield Records                          | Aufnahme, Abmischung |
| 2012 | Rooftop Kingdom/Roman Lob       | Lose your head                      | Single | Universal Music                           | Aufnahme, Abmischung |
| 2012 | The Haverbrook Disaster         | Weather the World                   | Album  | Let It Burn Records                       | Aufnahme, Abmischung |
| 2012 | Nasty                           | Love                                | Album  | Beatdown Hardware Records                 | Aufnahme, Abmischung |
| 2012 | Fallbrawl                       | Pure Mayhem                         | Album  | Beatdown Hardware Records                 | Aufnahme, Abmischung |
| 2012 | Annisokay                       | The Lucid Dreamer                   | Album  | Long Branch Records                       | Co-Produzent         |
| 2013 | Coyotes                         | Only to call it Home                | Album  | Swell Creek Records                       | Aufnahme, Abmischung |
| 2013 | Any Given Day                   | My Longest Way Home                 | Album  | Redfield Records                          | Abmischung           |
| 2013 | August Burns Red                | Live                                | Single | -                                         | Abmischung           |
| 2013 | Vitja                           | Echoes                              | Album  | Redfield Records                          | Aufnahme, Abmischung |
| 2013 | Light Your Anchor               | Hopesick                            | Album  | Let It Burn Records                       | Abmischung           |
| 2013 | Sharptongue                     | Thirteen                            | Album  | Acuity Music                              | Aufnahme, Abmischung |
| 2014 | I Spit Ashes                    | 99942                               | Album  | Hell Awaits Records                       | Aufnahme, Abmischung |
| 2014 | Virtue Concept                  | Blaze                               | Album  | Let It Burn Records                       | Aufnahme, Abmischung |
| 2014 | Taped                           | Empires                             | Album  | Redfield Records                          | Aufnahme, Abmischung |
| 2014 | Marathonmann                    | Und wir vergessen was vor uns liegt | Album  | Century Media                             | Aufnahme, Abmischung |
| 2015 | Human Touch                     | Mental Chill                        | EP     | Let It Burn Records                       | Aufnahme, Abmischung |
| 2015 | We Butter the Bread with Butter | Wieder geil                         | Album  | Afm Records                               | Abmischung           |
| 2015 | Eskimo Callboy                  | Crystals                            | Album  | Universal Music                           | Abmischung           |
| 2015 | Nasty                           | Shokka                              | Album  | Beatdown Hardware Records                 | Aufnahme, Abmischung |
| 2015 | Light Your Anchor               | Homefires                           | Album  | Soulfood                                  | Aufnahme, Abmischung |
| 2016 | Gestört aber geil               | Gestört aber geil                   | Album  | Kontor Records                            | Co-Songschreiber     |
| 2016 | Vitja                           | Your Kingdom                        | Single | Redfield Records                          | Aufnahme, Abmischung |
| 2016 | His Statue Falls                | Polar                               | Album  | Redfield Records                          | Abmischung           |
| 2016 | Any Given Day                   | Everlasting                         | Album  | Redfield Records                          | Abmischung           |
| 2017 | Eskimo Callboy                  | The Scene                           | Album  | Century Media Records                     | Abmischung           |
| 2017 | Nasty                           | Realigion                           | Album  | Beatdown Hardwear Records                 | Abmischung           |
| 2017 | Wolves Scream                   | Vestiges                            | Album  | Redfield Records                          | Aufnahme, Abmischung |
| 2019 | Painkiller Party                | Welcome to the Party                | Album  | Dedication Records/Hopeless World Records | Abmischung           |